# Odontanthias katayamai
Odontanthias katayamai là một loài cá biển thuộc chi Odontanthias trong họ Cá mú. Loài này được mô tả lần đầu tiên vào năm 1979.

## Từ nguyên
Từ định danh katayamai được đặt theo tên của Masao Katayama, nhà ngư học từ Đại học Yamaguchi, nhằm vinh danh những nghiên cứu về các loài họ cá mú tại Nhật Bản, và ông cũng nhận ra loài cá này chưa có tên khoa học.

## Phân bố
O. katayamai được ghi nhận tại đảo Guam, đảo Đài Loan và từ quần đảo Ryukyu ngược lên phía bắc đến bán đảo Satsuma (thuộc tỉnh Kagoshima). O. katayamai được tìm thấy trong khoảng độ sâu từ 60 đến 300 m.

## Mô tả
Chiều dài chuẩn lớn nhất được ghi nhận ở O. katayamai là 16,3 cm. Cá có vây đuôi màu đỏ, xẻ thùy với thùy ngắn và bo tròn ở chóp.
Số gai ở vây lưng: 10; Số gai ở vây hậu môn: 3; Số tia vây ở vây hậu môn: 7; Số vảy đường bên: 38–42.

## Thương mại
O. katayamai đôi khi được bán trong các chợ cá ở Guam. Chúng cũng được đánh bắt trong ngành thương mại cá cảnh.